# 1984-es Le Mans-i 24 órás verseny
Az 52. Le Mans-i 24 órás versenyt 1984. június 16. és június 17. között rendezték meg.

## Végeredmény
| Helyezés | Kategória | #   | Csapat                                      | Versenyző                                                 | Modell                               | Gumi | Körök |
| Helyezés | Kategória | #   | Csapat                                      | Versenyző                                                 | Motor                                | Gumi | Körök |
| -------- | --------- | --- | ------------------------------------------- | --------------------------------------------------------- | ------------------------------------ | ---- | ----- |
| 1        | C1        | 7   | New-Man Joest Racing                        | Henri Pescarolo Klaus Ludwig                              | Porsche 956                          | D    | 359   |
| 1        | C1        | 7   | New-Man Joest Racing                        | Henri Pescarolo Klaus Ludwig                              | Porsche Type-935 2.6L Turbo Flat-6   | D    | 359   |
| 2        | C1        | 26  | Henn's T-Bird Swap Shop                     | Jean Rondeau John Paul, Jr. Preston Henn                  | Porsche 956                          | G    | 357   |
| 2        | C1        | 26  | Henn's T-Bird Swap Shop                     | Jean Rondeau John Paul, Jr. Preston Henn                  | Porsche Type-935 2.6L Turbo Flat-6   | G    | 357   |
| 3        | C1        | 33  | Skoal Bandit Porsche Team                   | David Hobbs Philippe Streiff Sarel van der Merwe          | Porsche 956                          | Y    | 350   |
| 3        | C1        | 33  | Skoal Bandit Porsche Team                   | David Hobbs Philippe Streiff Sarel van der Merwe          | Porsche Type-935 2.6L Turbo Flat-6   | Y    | 350   |
| 4        | C1        | 9   | Brun Motorsport GmbH                        | Walter Brun Prince Leopold von Bayern Bob Akin            | Porsche 956                          | D    | 339   |
| 4        | C1        | 9   | Brun Motorsport GmbH                        | Walter Brun Prince Leopold von Bayern Bob Akin            | Porsche Type-935 2.6L Turbo Flat-6   | D    | 339   |
| 5        | C1        | 12  | Schornstein Racing Team Joest Racing        | Volkert Merl Dieter Schornstein "John Winter"             | Porsche 956                          | D    | 339   |
| 5        | C1        | 12  | Schornstein Racing Team Joest Racing        | Volkert Merl Dieter Schornstein "John Winter"             | Porsche Type-935 2.6L Turbo Flat-6   | D    | 339   |
| 6        | C1        | 11  | Porsche Kremer Racing                       | Alan Jones Vern Schuppan Jean-Pierre Jarier               | Porsche 956                          | D    | 336   |
| 6        | C1        | 11  | Porsche Kremer Racing                       | Alan Jones Vern Schuppan Jean-Pierre Jarier               | Porsche Type-935 2.6L Turbo Flat-6   | D    | 336   |
| 7        | C1        | 20  | Brun Motorsport GmbH                        | Massimo Sigala Oscar Larrauri Joël Gouhier                | Porsche 956                          | D    | 334   |
| 7        | C1        | 20  | Brun Motorsport GmbH                        | Massimo Sigala Oscar Larrauri Joël Gouhier                | Porsche Type-935 2.6L Turbo Flat-6   | D    | 334   |
| 8        | C1        | 4   | Martini Lancia                              | Bob Wollek Alessandro Nannini                             | Lancia LC2                           | D    | 325   |
| 8        | C1        | 4   | Martini Lancia                              | Bob Wollek Alessandro Nannini                             | Ferrari 308C 3.0L Turbo V8           | D    | 325   |
| 9        | C1        | 17  | Porsche Kremer Racing                       | Tiff Needell David Sutherland Rusty French                | Porsche 956                          | D    | 320   |
| 9        | C1        | 17  | Porsche Kremer Racing                       | Tiff Needell David Sutherland Rusty French                | Porsche Type-935 2.6L Turbo Flat-6   | D    | 320   |
| 10       | C2        | 68  | B.F. Goodrich Company                       | John O'Steen John Morton Yoshami Katayama                 | Lola T616                            | BFG  | 319   |
| 10       | C2        | 68  | B.F. Goodrich Company                       | John O'Steen John Morton Yoshami Katayama                 | Mazda 13B 1.3L 2-Rotor               | BFG  | 319   |
| 11       | C2        | 93  | Jean-Philippe Grand Graff Racing            | Jean-Philippe Grand Jean-Paul Libert Pascal Witmeur       | Rondeau M379                         | A    | 309   |
| 11       | C2        | 93  | Jean-Philippe Grand Graff Racing            | Jean-Philippe Grand Jean-Paul Libert Pascal Witmeur       | Ford Cosworth DFV 3.0L V8            | A    | 309   |
| 12       | C2        | 67  | B.F. Goodrich Company                       | Jim Busby Boy Hayje Rick Knoop                            | Lola T616                            | BFG  | 294   |
| 12       | C2        | 67  | B.F. Goodrich Company                       | Jim Busby Boy Hayje Rick Knoop                            | Mazda 13B 1.3L 2-Rotor               | BFG  | 294   |
| 13       | C1        | 37  | McCormack and Dodge                         | Jim Mullen Walt Bohren Alain Ferté                        | Rondeau M482                         | G    | 292   |
| 13       | C1        | 37  | McCormack and Dodge                         | Jim Mullen Walt Bohren Alain Ferté                        | Ford Cosworth DFL 3.3L V8            | G    | 292   |
| 14       | B         | 109 | Helmut Gall                                 | Philippe Dagoreau Jean-François Yvon Pierre de Thoisy     | BMW M1                               | D    | 291   |
| 14       | B         | 109 | Helmut Gall                                 | Philippe Dagoreau Jean-François Yvon Pierre de Thoisy     | BMW M88 3.5L I6                      | D    | 291   |
| 15       | C2        | 87  | Mazdaspeed Co. Ltd.                         | Dave Kennedy Jean-Michel Martin Philippe Martin           | Mazda 727C                           | D    | 290   |
| 15       | C2        | 87  | Mazdaspeed Co. Ltd.                         | Dave Kennedy Jean-Michel Martin Philippe Martin           | Mazda 13B 1.3L 2-Rotor               | D    | 290   |
| 16       | B         | 106 | Claude Haldi                                | Claude Haldi Altfrid Heger Jean Krucker                   | Porsche 930                          | M    | 284   |
| 16       | B         | 106 | Claude Haldi                                | Claude Haldi Altfrid Heger Jean Krucker                   | Porsche 3.3L Turbo Flat-6            | M    | 284   |
| 17       | GTO       | 122 | Raymond Touroul                             | Raymond Touroul Valentin Bertapelle Thierry Perrier       | Porsche 911SC                        | M    | 282   |
| 17       | GTO       | 122 | Raymond Touroul                             | Raymond Touroul Valentin Bertapelle Thierry Perrier       | Porsche 3.0L Flat-6                  | M    | 282   |
| 18       | GTO       | 123 | Equipe Alméras Fréres                       | Jean-Marie Alméras Jacques Alméras Tom Winters            | Porsche 930                          | M    | 268   |
| 18       | GTO       | 123 | Equipe Alméras Fréres                       | Jean-Marie Alméras Jacques Alméras Tom Winters            | Porsche 3.3L Turbo Flat-6            | M    | 268   |
| 19       | C2        | 81  | Scuderia Jolly Club                         | Almo Coppelli Davide Pavia Guido Daccò                    | Alba AR2                             | A    | 261   |
| 19       | C2        | 81  | Scuderia Jolly Club                         | Almo Coppelli Davide Pavia Guido Daccò                    | Giannini Carma FF 2.0L Turbo I4      | A    | 261   |
| 20       | C2        | 86  | Mazdaspeed Co. Ltd.                         | Pierre Diudonné Takashi Yorino Yojiro Terada              | Mazda 727C                           | D    | 261   |
| 20       | C2        | 86  | Mazdaspeed Co. Ltd.                         | Pierre Diudonné Takashi Yorino Yojiro Terada              | Mazda 13B 1.3L 2-Rotor               | D    | 261   |
| 21       | C2        | 80  | Scuderia Jolly Club                         | Martino Finotto Carlo Facetti Marco Vanoli                | Alba AR2                             | A    | 257   |
| 21       | C2        | 80  | Scuderia Jolly Club                         | Martino Finotto Carlo Facetti Marco Vanoli                | Giannini Carma FF 2.0L Turbo I4      | A    | 257   |
| 22       | B         | 107 | Raymond Boutinaud                           | Raymond Boutinaud Philippe Renault Giles Guinand          | Porsche 928S                         | ?    | 255   |
| 22       | B         | 107 | Raymond Boutinaud                           | Raymond Boutinaud Philippe Renault Giles Guinand          | Porsche 4.7L V8                      | ?    | 255   |
| 23 DNF   | GTP       | 44  | Jaguar Group 44                             | Brian Redman Doc Bundy Bob Tullius                        | Jaguar XJR-5                         | G    | 291   |
| 23 DNF   | GTP       | 44  | Jaguar Group 44                             | Brian Redman Doc Bundy Bob Tullius                        | Jaguar 6.0L V12                      | G    | 291   |
| 24 DNF   | C1        | 21  | Charles Ivey Racing                         | Alain de Cadenet Allan Grice Chris Craft                  | Porsche 956                          | ?    | 274   |
| 24 DNF   | C1        | 21  | Charles Ivey Racing                         | Alain de Cadenet Allan Grice Chris Craft                  | Porsche Type-935 2.6L Turbo Flat-6   | ?    | 274   |
| 25 DNF   | C1        | 5   | Martini Lancia                              | Paolo Barilla Hans Heyer Mauro Baldi                      | Lancia LC2                           | D    | 275   |
| 25 DNF   | C1        | 5   | Martini Lancia                              | Paolo Barilla Hans Heyer Mauro Baldi                      | Ferrari 308C 3.0L Turbo V8           | D    | 275   |
| 26 DNF   | GTP       | 61  | Henn's T-Bird Swap Shop                     | Michel Ferté Edgar Dören Preston Henn                     | Porsche 962C                         | G    | 247   |
| 26 DNF   | GTP       | 61  | Henn's T-Bird Swap Shop                     | Michel Ferté Edgar Dören Preston Henn                     | Porsche Type-935 2.9L Turbo Flat-6   | G    | 247   |
| 27 DNF   | C1        | 34  | Team Australia                              | Peter Brock Larry Perkins                                 | Porsche 956                          | D    | 145   |
| 27 DNF   | C1        | 34  | Team Australia                              | Peter Brock Larry Perkins                                 | Porsche Type-935 2.6L Turbo Flat-6   | D    | 145   |
| 28 DNF   | C1        | 14  | GTi Engineering                             | Jan Lammers Jonathan Palmer                               | Porsche 956                          | D    | 145   |
| 28 DNF   | C1        | 14  | GTi Engineering                             | Jan Lammers Jonathan Palmer                               | Porsche Type-935 2.6L Turbo Flat-6   | D    | 145   |
| 29 DNF   | C1        | 23  | WM Secateva                                 | Roger Dorchy Alain Couderc Gerard Patté                   | WM P83B                              | M    | 122   |
| 29 DNF   | C1        | 23  | WM Secateva                                 | Roger Dorchy Alain Couderc Gerard Patté                   | Peugeot PRV 2.8L Turbo V6            | M    | 122   |
| 30 DNF   | GTO       | 121 | Charles Ivey Racing                         | David Ovey Paul Smith Margie Smith-Haas                   | Porsche 930                          | A    | 146   |
| 30 DNF   | GTO       | 121 | Charles Ivey Racing                         | David Ovey Paul Smith Margie Smith-Haas                   | Porsche 3.3L Turbo Flat-6            | A    | 146   |
| 31 DNF   | C1        | 47  | Obermaier Racing                            | Jürgen Lässig George Fouché John Graham                   | Porsche 956                          | D    | 147   |
| 31 DNF   | C1        | 47  | Obermaier Racing                            | Jürgen Lässig George Fouché John Graham                   | Porsche Type-935 2.6L Turbo Flat-6   | D    | 147   |
| 32 DNF   | GTP       | 40  | Jaguar Group 44                             | Tony Adamowicz John Watson Claude Ballot-Léna             | Jaguar XJR-5                         | G    | 212   |
| 32 DNF   | GTP       | 40  | Jaguar Group 44                             | Tony Adamowicz John Watson Claude Ballot-Léna             | Jaguar 6.0L V12                      | G    | 212   |
| 33 DNF   | C1        | 50  | Primagaz                                    | Pierre Yver Bernard de Dryver Pierre-François Rousselot   | Rondeau M382                         | M    | 155   |
| 33 DNF   | C1        | 50  | Primagaz                                    | Pierre Yver Bernard de Dryver Pierre-François Rousselot   | Ford Cosworth DFV 3.0L V8            | M    | 155   |
| 34 DNF   | C1        | 13  | Primagaz                                    | Yves Courage Michel Dubois John Jellinek                  | Cougar C02                           | M    | 153   |
| 34 DNF   | C1        | 13  | Primagaz                                    | Yves Courage Michel Dubois John Jellinek                  | Ford Cosworth DFL 3.3L V8            | M    | 153   |
| 35 DNF   | C1        | 8   | New-Man Joest Racing                        | Stefan Johansson Jean-Louis Schlesser Maurizio de Narváez | Porsche 956                          | D    | 170   |
| 35 DNF   | C1        | 8   | New-Man Joest Racing                        | Stefan Johansson Jean-Louis Schlesser Maurizio de Narváez | Porsche Type-935 2.6L Turbo Flat-6   | D    | 170   |
| 36 DNF   | C1        | 38  | Dorset Racing Associates                    | Nick Faure Mike Galvin Richard Jones                      | Dome RC82                            | D    | 156   |
| 36 DNF   | C1        | 38  | Dorset Racing Associates                    | Nick Faure Mike Galvin Richard Jones                      | Ford Cosworth DFL 3.3L V8            | D    | 156   |
| 37 DNF   | C1        | 16  | GTi Engineering                             | Richard Lloyd Nick Mason René Metge                       | Porsche 956                          | D    | 139   |
| 37 DNF   | C1        | 16  | GTi Engineering                             | Richard Lloyd Nick Mason René Metge                       | Porsche Type-935 2.6L Turbo Flat-6   | D    | 139   |
| 38 DNF   | C1        | 24  | WM Secateva                                 | Michel Pignard Jean-Daniel Raulet Pascal Pessiot          | WM P83B                              | M    | 74    |
| 38 DNF   | C1        | 24  | WM Secateva                                 | Michel Pignard Jean-Daniel Raulet Pascal Pessiot          | Peugeot PRV 2.8L Turbo V6            | M    | 74    |
| 39 DNF   | C1        | 6   | BP Résidences Malardeau Scuderia Jolly Club | Pierluigi Martini Xavier Lapeyre Beppe Gabbiani           | Lancia LC2                           | D    | 117   |
| 39 DNF   | C1        | 6   | BP Résidences Malardeau Scuderia Jolly Club | Pierluigi Martini Xavier Lapeyre Beppe Gabbiani           | Ferrari 308C 3.0L Turbo V8           | D    | 117   |
| 40 DNF   | B         | 101 | Jens Winther Team Castrol                   | Jens Winther David Mercer Lars-Viggo Jensen               | BMW M1                               | A    | 96    |
| 40 DNF   | B         | 101 | Jens Winther Team Castrol                   | Jens Winther David Mercer Lars-Viggo Jensen               | BMW M88 3.5L I6                      | A    | 96    |
| 41 DNF   | GTP       | 62  | Pegasus Racing                              | Ken Marsden Jr. Marion L. Speer Wayne Pickering           | March 84G                            | G    | 95    |
| 41 DNF   | GTP       | 62  | Pegasus Racing                              | Ken Marsden Jr. Marion L. Speer Wayne Pickering           | Buick 3.3L Turbo V6                  | G    | 95    |
| 42 DNF   | C2        | 70  | Spice-Tiga Racing                           | Gordon Spice Ray Bellm Neil Crang                         | Tiga GC84                            | A    | 69    |
| 42 DNF   | C2        | 70  | Spice-Tiga Racing                           | Gordon Spice Ray Bellm Neil Crang                         | Ford Cosworth DFL 3.3L V8            | A    | 69    |
| 43 DNF   | C2        | 48  | John Bartlett Racing                        | François Migault Steve Kempton François Sérvanin          | Lola T610                            | D    | 52    |
| 43 DNF   | C2        | 48  | John Bartlett Racing                        | François Migault Steve Kempton François Sérvanin          | Ford Cosworth DFL 3.3L V8            | D    | 52    |
| 44 DNF   | C2        | 77  | Ecurie Ecosse                               | Mike Wilds David Duffield David Leslie                    | Ecosse C284                          | A    | 36    |
| 44 DNF   | C2        | 77  | Ecurie Ecosse                               | Mike Wilds David Duffield David Leslie                    | Ford Cosworth DFV 3.0L V8            | A    | 36    |
| 45 DNF   | C2        | 85  | Hubert Striebig                             | Hubert Striebig Jacques Heuclin Noël del Bello            | Sthemo SM C2                         | ?    | 42    |
| 45 DNF   | C2        | 85  | Hubert Striebig                             | Hubert Striebig Jacques Heuclin Noël del Bello            | BMW M88 3.5L I6                      | ?    | 42    |
| 46 DNF   | C2        | 79  | ADA Engineering                             | Ian Harrower Bob Wolff Glen Smith                         | ADA 01                               | A    | 42    |
| 46 DNF   | C2        | 79  | ADA Engineering                             | Ian Harrower Bob Wolff Glen Smith                         | Ford Cosworth DFL 3.3L V8            | A    | 42    |
| 47 DNF   | C1        | 45  | Christian Bussi                             | Christian Bussi Jack Griffin Bruno Ilien                  | Rondeau M382                         | D    | 49    |
| 47 DNF   | C1        | 45  | Christian Bussi                             | Christian Bussi Jack Griffin Bruno Ilien                  | Ford Cosworth DFL 3.3L V8            | D    | 49    |
| 48 DNF   | GTX       | 27  | Scuderia Bellancauto                        | Roberto Marazzi Maurizio Micangeli Dominique Lacaud       | Ferrari 512BB/LM                     | D    | 65    |
| 48 DNF   | GTX       | 27  | Scuderia Bellancauto                        | Roberto Marazzi Maurizio Micangeli Dominique Lacaud       | Ferrari 5.0L Flat-12                 | D    | 65    |
| 49 DNF   | B         | 114 | Michel Lateste                              | Michel Lateste Michel Bienvault "Ségolen"                 | Porsche 930                          | ?    | 70    |
| 49 DNF   | B         | 114 | Michel Lateste                              | Michel Lateste Michel Bienvault "Ségolen"                 | Porsche 3.3L Turbo Flat-6            | ?    | 70    |
| 50 DNF   | C1        | 32  | Viscount Downe Aston Martin                 | John Sheldon Mike Salmon Richard Attwood                  | Nimrod NRA/C2B                       | A    | 92    |
| 50 DNF   | C1        | 32  | Viscount Downe Aston Martin                 | John Sheldon Mike Salmon Richard Attwood                  | Aston Martin-Tickford DP1229 5.3L V8 | A    | 92    |
| 51 DNF   | C1        | 31  | Viscount Downe Aston Martin                 | Ray Mallock Drake Olson                                   | Nimrod NRA/C2B                       | A    | 94    |
| 51 DNF   | C1        | 31  | Viscount Downe Aston Martin                 | Ray Mallock Drake Olson                                   | Aston Martin-Tickford 5.3L V8        | A    | 94    |
| 52 DNF   | C1        | 55  | Skoal Bandit Porsche Team                   | Rupert Keegan Guy Edwards Roberto Moreno                  | Porsche 962C                         | Y    | 72    |
| 52 DNF   | C1        | 55  | Skoal Bandit Porsche Team                   | Rupert Keegan Guy Edwards Roberto Moreno                  | Porsche Type-935 2.6L Turbo Flat-6   | Y    | 72    |
| 53 DNF   | C1        | 25  | C.A.M.S.                                    | Dudley Wood John Cooper Barry Robinson                    | Grid Plaza S2                        | A    | 10    |
| 53 DNF   | C1        | 25  | C.A.M.S.                                    | Dudley Wood John Cooper Barry Robinson                    | Porsche Type-935 2.9L Turbo Flat-6   | A    | 10    |
| DNS      | C1        | 39  | Uchida Dome Racing Team                     | Eje Elgh Stanley Dickens                                  | Dome RC83                            | D    | 0     |
| DNS      | C1        | 39  | Uchida Dome Racing Team                     | Eje Elgh Stanley Dickens                                  | Ford Cosworth DFL 3.9L V8            | D    | 0     |